# آمار و رکوردهای شهرآورد تهران
شهرآورد تهران یک رویارویی فوتبالی بین دو تیم تهرانی استقلال و پرسپولیس است. نخستین بازی این دو تیم یک دیدار دوستانه بود که در ۱۶ فروردین ۱۳۴۷ برگزار شد و این رویارویی از آن زمان تا کنون به دلایل مختلف حساس‌ترین بازی باشگاهی فوتبال در ایران محسوب می‌شود. تاکنون دو تیم ۱۰۵ بار در مستطیل سبز با هم رو به رو شده‌اند و نتیجه ۱ بازی نیز به دلیل انصراف استقلال بدون برگزاری به سود پرسپولیس اعلام شده‌است و ۴ بازی نیمه تمام مانده‌است که ۳ بازی با رای کمیته انضباطی ۳ بر صفر به سود استقلال اعلام شد و یک بازی با همان نتیجه (۱ بر ۰ استقلال) اعلام شده‌است؛ بنابراین این دو تیم ۱۰۵ تقابل با یکدیگر داشته‌اند که در مجموع سهم استقلال ۲۶ برد با ۹۵ گل و سهم پرسپولیس ۲۹ برد با ۱۰۴ گل بوده‌است و نتیجه ۵۰ بازی با تساوی دو تیم همراه شده‌است.

## آمار
| تیم‌ها و بازی‌ها  | نتایج و تعداد مسابقات | وضعیت برگزاری                                                                 |
| --------------- | --------------------- | ----------------------------------------------------------------------------- |
| پرسپولیس        | ۲۹                    | برد                                                                           |
| استقلال         | ۲۶                    | برد                                                                           |
| مساوی           | ۵۰                    | تساوی                                                                         |
| ناتمام          | ۴                     | ۳ برد استقلال با رای فدراسیون و ۱ برد استقلال با همان نتیجه رقم خورده در بازی |
| برگزار نشده     | ۱                     | ۱ برد پرسپولیس با رای فدراسیون بدون برگزاری بازی                              |
| دوستانه         | ۷                     | ۳ برد برای استقلال (دربی ۶،۱۲،۲۳) پرسپولیس بدون برد                           |
| تعداد کل بازی‌ها | ۱۰۵                   | کل نتایج                                                                      |

- از مجموع کل مسابقات برگزار شده ۴ بازی ناتمام بوده‌است که یک بازی با همان نتیجه (۱–۰) به‌سود استقلال باقی ماند و ۳ بازی دیگر هم (۳–۰) به‌سود استقلال اعلام شد و ۱ مسابقه هم در سوپر جام فوتبال ایران به‌دلیل انصراف تیم استقلال نتیجه بازی بدون برگزاری به‌سود تیم پرسپولیس اعلام شد.
- بازی‌های ناتمام طبق فهرست بازی‌های شهرآورد دربی شماره ۵ (۱–۰) به نفع تاج، شماره ۷ (۱–۱) مساوی، شماره ۲۳ (۱–۰) به نفع استقلال و شماره ۳۹ (۲–۲) مساوی بوده‌است.
- بازی برگزار نشده طبق فهرست بازی‌های شهرآورد دربی شماره ۸۸ بوده‌است.
- از مجموع تمام بازی ها ۷ بازی دوستانه برگزار شده که سهم استقلال ۳ برد (دربی های ۶،۱۲،۲۳) و پرسپولیس بدون برد

### افتخارات
| تیم      | داخلی               | داخلی          | داخلی          | داخلی                     | داخلی                | داخلی               | داخلی          | داخلی           | داخلی          | بین‌المللی            | بین‌المللی         | بین‌المللی            | بین‌المللی          | مجموع بین‌المللی | مجموع کل |
| تیم      | کشوری               | کشوری          | کشوری          | کشوری                     | کشوری                | استانی              | استانی         | استانی          | استانی         | مجموع افتخارات داخلی | لیگ قهرمانان آسیا | جام برندگان جام آسیا | جام باشگاه‌های آسیا | مجموع بین‌المللی | مجموع کل |
| تیم      | لیگ‌های سراسری ایران | جام حذفی ایران | سوپر جام ایران | مسابقات جام قهرمانی ایران | مسابقات انتخابی آسیا | جام باشگاه‌های تهران | جام حذفی تهران | جام شهید اسپندی | سوپر جام تهران | مجموع افتخارات داخلی | لیگ قهرمانان آسیا | جام برندگان جام آسیا | جام باشگاه‌های آسیا | مجموع بین‌المللی | مجموع کل |
| -------- | ------------------- | -------------- | -------------- | ------------------------- | -------------------- | ------------------- | -------------- | --------------- | -------------- | -------------------- | ----------------- | -------------------- | ------------------ | --------------- | -------- |
| استقلال  | ۹                   | ۷              | ۱              | ۱                         | ۰                    | ۱۳                  | ۴              | ۰               | ۱              | ۳۶                   | ۰                 | ۰                    | ۲                  | ۲               | ۳۸       |
| پرسپولیس | ۱۶                  | ۷              | ۵              | ۰                         | ۱                    | ۶                   | ۲              | ۱               | ۰              | ۳۸                   | ۰                 | ۱                    | ۰                  | ۱               | ۳۹       |

### نتایج مسابقات رودررو
| مسابقات              | بازی | برد استقلال | مساوی | برد پرسپولیس | گل استقلال | گل پرسپولیس |
| -------------------- | ---- | ----------- | ----- | ------------ | ---------- | ----------- |
| لیگ برتر             | ۴۸   | ۸           | ۲۶    | ۱۴           | ۴۱         | ۴۷          |
| لیگ آزادگان          | ۱۴   | ۵           | ۵     | ۴            | ۱۲         | ۱۳          |
| لیگ قدس              | ۱    | ۱           | ۰     | ۰            | ۲          | ۱           |
| جام تخت جمشید        | ۱۰   | ۳           | ۳     | ۴            | ۱۲         | ۱۶          |
| لیگ منطقه‌ای ایران    | ۳    | ۱           | ۰     | ۲            | ۲          | ۷           |
| جام حذفی۱            | ۶    | ۱           | ۳     | ۲            | ۷          | ۶           |
| سوپر جام             | ۱    | ۰           | ۰     | ۱            | –          | –           |
| مسابقات تهران        | ۱۵   | ۵           | ۸     | ۲            | ۱۲         | ۹           |
| معرفی نماینده ایران۲ | ۱    | ۰           | ۱     | ۰            | ۰          | ۰           |
| کل مسابقات رسمی      | ۹۸   | ۲۳          | ۴۶    | ۲۹           | ۸۸         | ۹۹          |
| دوستانه              | ۷    | ۳           | ۴     | ۰            | ۷          | ۵           |
| مجموع کل             | ۱۰۵  | ۲۶          | ۵۰    | ۲۹           | ۹۵         | ۱۰۴         |

۱- در رقابت‌های جام حذفی پرسپولیس یک بار و استقلال دو بار موفق به برد در پنالتی‌های انتهای بازی شده‌اند که نتیجه آن طبق قوانین فیفا در ستون تساوی ذکر شده‌است.
۲- دربی شماره ۳ در یک دوره مسابقات پنج جانبه برای معرفی نماینده ایران برای جام باشگاه‌های آسیا برگزار شده‌است.
منبع

### جدول کل مسابقات
| جایگاه | نام      | بازی | برد | تساوی | باخت | زده | خورده | تفاضل | امتیاز |
| ------ | -------- | ---- | --- | ----- | ---- | --- | ----- | ----- | ------ |
| ۱      | پرسپولیس | ۱۰۵  | ۲۹  | ۵۰    | ۲۶   | ۱۰۴ | ۹۵    | ۹+    | ۱۳۷    |
| ۲      | استقلال  | ۱۰۵  | ۲۶  | ۵۰    | ۲۹   | ۹۵  | ۱۰۴   | ۷-    | ۱۲۸    |

### جدول مسابقات رسمی
| جایگاه | نام      | بازی | برد | تساوی | باخت | زده | خورده | تفاضل | امتیاز |
| ------ | -------- | ---- | --- | ----- | ---- | --- | ----- | ----- | ------ |
| ۱      | پرسپولیس | ۹۹   | ۲۹  | ۴۶    | ۲۳   | ۹۹  | ۸۸    | ۱۱+   | ۱۳۳    |
| ۲      | استقلال  | ۹۹   | ۲۳  | ۴۶    | ۲۹   | ۸۸  | ۹۹    | ۱۱-   | ۱۱۸    |

### جدول مسابقات لیگ فوتبال ایران
| جایگاه | نام      | بازی | برد | تساوی | باخت | زده | خورده | تفاضل | امتیاز |
| ------ | -------- | ---- | --- | ----- | ---- | --- | ----- | ----- | ------ |
| ۱      | پرسپولیس | ۷۶   | ۲۴  | ۳۴    | ۱۸   | ۸۴  | ۶۹    | ۱۵+   | ۱۴۶    |
| ۲      | استقلال  | ۷۶   | ۱۸  | ۳۴    | ۲۴   | ۶۹  | ۸۴    | ۱۵-   | ۱۰۰    |

## گلزنان

صفر ایرانپاک با زدن ۷ گل بهترین گلزن شهرآورد، تجربه دبل و گلزنی در سه شهرآورد متوالی و همچنین با گلزنی در شش شهرآورد رکورددار است

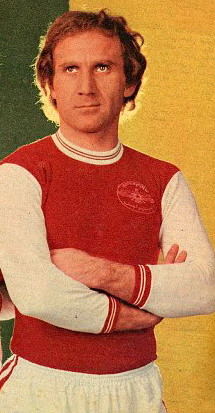
حسین کلانی اولین بازیکنی که در یک بازی از شهرآورد بیش از یک گل زد و همچنین با شش گل زده دومین گلزن برتر شهرآورد

همایون بهزادی اولین هت‌تریک شهرآورد را به نام خود ثبت کرد

علی سامره زننده سریع‌ترین گل شهرآورد

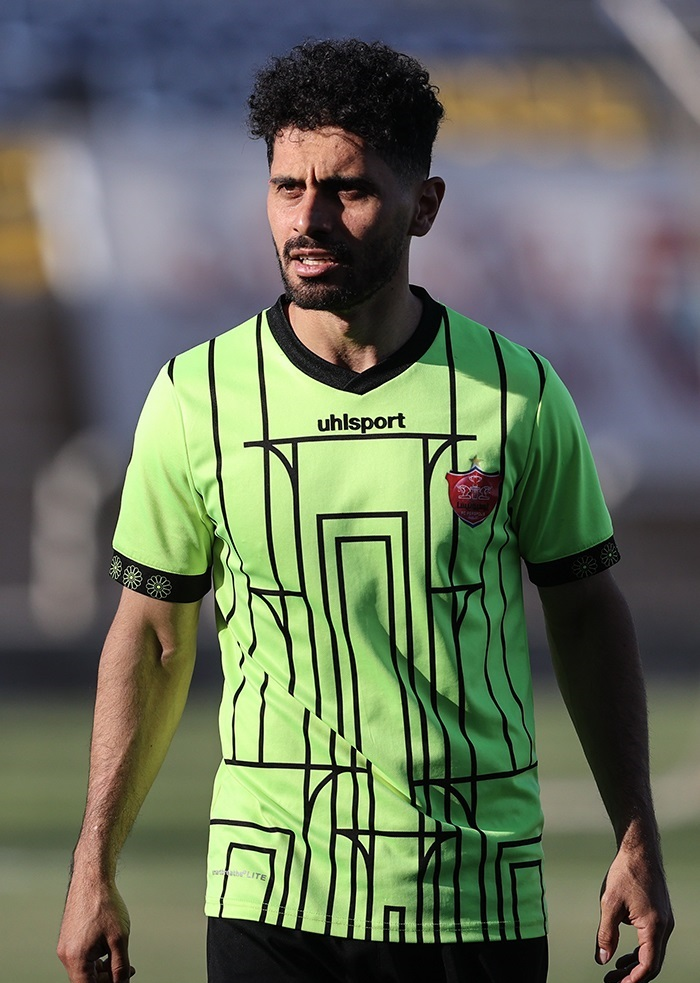
امید عالیشاه زننده دیرترین گل شهرآورد و همچنین با ۱۷ بازی در شهرآورد برای سرخپوشان و بدون شکست

در دربی‌های برگزار شده ۶۱ بازیکن برای پرسپولیس و ۵۷ بازیکن برای استقلال گلزنی کرده‌اند؛ در مجموع ۱۱۶ بازیکن موفق به گلزنی شده‌اند (سه بازیکن برای هر دو تیم گلزنی کرده‌است). امیرحسین جابری‌زاده اولین گلزن دربی در بازی دوم می‌باشد.
|               | بازیکن                | باشگاه(ها)         | لیگ ایران | جام حذفی | باشگاه‌های تهران | دوستانه | مجموع |
| ------------- | --------------------- | ------------------ | --------- | -------- | --------------- | ------- | ----- |
| ایران         | صفر ایرانپاک          | پرسپولیس           | ۶         | ۰        | ۱               | ۰       | ۷     |
| ایران         | حسین کلانی            | پرسپولیس           | ۵         | ۰        | ۰               | ۱       | ۶     |
| ایران         | علی جباری             | استقلال            | ۲         | ۰        | ۳               | ۰       | ۵     |
| ایران         | غلامحسین مظلومی       | استقلال            | ۳         | ۰        | ۲               | ۰       | ۵     |
| ایران         | مهدی هاشمی‌نسب ۱       | پرسپولیس / استقلال | ۴         | ۱        | ۰               | ۰       | ۵     |
| ایران         | علی علیپور            | پرسپولیس           | ۴         | ۱        | ۰               | ۰       | ۵     |
| ایران         | همایون بهزادی         | پرسپولیس           | ۴         | ۰        | ۰               | ۰       | ۴     |
| ایران         | فرهاد مجیدی           | استقلال            | ۴         | ۰        | ۰               | ۰       | ۴     |
| ایران         | مجتبی جباری           | استقلال            | ۲         | ۲        | ۰               | ۰       | ۴     |
| ایران         | امیرارسلان مطهری      | استقلال            | ۴         | ۰        | ۰               | ۰       | ۴     |
| ایران         | حسن روشن              | استقلال            | ۳         | ۰        | ۰               | ۰       | ۳     |
| ایران         | شاهرخ بیانی ۲         | پرسپولیس / استقلال | ۰         | ۰        | ۳               | ۰       | ۳     |
| ایران         | صمد مرفاوی            | استقلال            | ۳         | ۰        | ۰               | ۰       | ۳     |
| ایران         | فرشاد پیوس            | پرسپولیس           | ۱         | ۰        | ۲               | ۰       | ۳     |
| ایران         | صادق ورمزیار          | استقلال            | ۳         | ۰        | ۰               | ۰       | ۳     |
| ایران         | آرش برهانی            | استقلال            | ۲         | ۰        | ۰               | ۱       | ۳     |
| ایران         | هادی نوروزی           | پرسپولیس           | ۱         | ۰        | ۰               | ۲       | ۳     |
| لیبی          | ایمون زاید            | پرسپولیس           | ۳         | ۰        | ۰               | ۰       | ۳     |
| ایران         | امید عالیشاه          | پرسپولیس           | ۲         | ۱        | ۰               | ۰       | ۳     |
| ایران         | کارو حق‌وردیان         | استقلال            | ۰         | ۰        | ۱               | ۱       | ۲     |
| ایران         | عباس مژدهی            | استقلال            | ۱         | ۰        | ۰               | ۱       | ۲     |
| ایران         | ایرج سلیمانی          | پرسپولیس           | ۲         | ۰        | ۰               | ۰       | ۲     |
| ایران         | اسماعیل حاج‌رحیمی‌پور   | پرسپولیس           | ۲         | ۰        | ۰               | ۰       | ۲     |
| ایران         | مسعود مژدهی           | استقلال            | ۲         | ۰        | ۰               | ۰       | ۲     |
| ایران         | محمود خوردبین         | پرسپولیس           | ۲         | ۰        | ۰               | ۰       | ۲     |
| ایران         | علی پروین             | پرسپولیس           | ۱         | ۰        | ۰               | ۱       | ۲     |
| ایران         | غلامرضا فتح‌آبادی ۳    | پرسپولیس / استقلال | ۰         | ۰        | ۱               | ۱       | ۲     |
| ایران         | ادموند اختر           | استقلال            | ۲         | ۰        | ۰               | ۰       | ۲     |
| ایران         | ادموند بزیک           | پرسپولیس           | ۲         | ۰        | ۰               | ۰       | ۲     |
| ایران         | محمد نوازی            | استقلال            | ۲         | ۰        | ۰               | ۰       | ۲     |
| ایران         | علیرضا اکبرپور        | استقلال            | ۲         | ۰        | ۰               | ۰       | ۲     |
| ایران         | علی سامره             | استقلال            | ۲         | ۰        | ۰               | ۰       | ۲     |
| ایران         | محمود فکری            | استقلال            | ۲         | ۰        | ۰               | ۰       | ۲     |
| ایران         | غلامرضا عنایتی        | استقلال            | ۲         | ۰        | ۰               | ۰       | ۲     |
| ایران         | امیدرضا روانخواه      | استقلال            | ۲         | ۰        | ۰               | ۰       | ۲     |
| ایران         | محسن خلیلی            | پرسپولیس           | ۲         | ۰        | ۰               | ۰       | ۲     |
| ایران         | علی کریمی             | پرسپولیس           | ۲         | ۰        | ۰               | ۰       | ۲     |
| ایران         | مهدی طارمی            | پرسپولیس           | ۲         | ۰        | ۰               | ۰       | ۲     |
| ایران         | جابر انصاری           | استقلال            | ۲         | ۰        | ۰               | ۰       | ۲     |
| عراق          | بشار رسن              | پرسپولیس           | ۱         | ۱        | ۰               | ۰       | ۲     |
| ایران         | مهدی قایدی            | استقلال            | ۱         | ۱        | ۰               | ۰       | ۲     |
| گرجستان       | گیورگی گولسیانی       | پرسپولیس           | ۲         | ۰        | ۰               | ۰       | ۲     |
| ایران         | عیسی آل‌کثیر           | پرسپولیس           | ۲         | ۰        | ۰               | ۰       | ۲     |
| ایران         | محمدحسین کنعانی‌زادگان | پرسپولیس           | ۲         | ۰        | ۰               | ۰       | ۲     |
| ایران         | امیرحسین جابری‌زاده    | استقلال            | ۰         | ۰        | ۰               | ۰       | ۱     |
| ایران         | حسین همیشه‌جوان        | پرسپولیس           | ۰         | ۰        | ۰               | ۰       | ۱     |
| ایران         | احمد منشی‌زاده         | استقلال            | ۰         | ۰        | ۱               | ۰       | ۱     |
| ایران         | ناظم گنجاپور          | پرسپولیس           | ۰         | ۰        | ۱               | ۰       | ۱     |
| ایران         | جواد قراب             | استقلال            | ۰         | ۰        | ۰               | ۱       | ۱     |
| ایران         | محمدرضا عادلخانی      | استقلال            | ۰         | ۰        | ۰               | ۱       | ۱     |
| ایران         | جهانگیر فتاحی         | پرسپولیس           | ۱         | ۰        | ۰               | ۰       | ۱     |
| ایران         | هادی نراقی            | استقلال            | ۱         | ۰        | ۰               | ۰       | ۱     |
| ایران         | محرم عاشری            | استقلال            | ۱         | ۰        | ۰               | ۰       | ۱     |
| ایران         | سعید مراغه‌چیان        | استقلال            | ۱         | ۰        | ۰               | ۰       | ۱     |
| ایران         | بهتاش فریبا           | استقلال            | ۰         | ۰        | ۱               | ۰       | ۱     |
| ایران         | پرویز مظلومی          | استقلال            | ۰         | ۰        | ۱               | ۰       | ۱     |
| ایران         | ناصر محمدخانی         | پرسپولیس           | ۰         | ۰        | ۱               | ۰       | ۱     |
| ایران         | جعفر مختاری‌فر         | استقلال            | ۰         | ۰        | ۱               | ۰       | ۱     |
| ایران         | رضا عابدیان           | پرسپولیس           | ۰         | ۰        | ۱               | ۰       | ۱     |
| ایران         | نادر میراحمدیان       | پرسپولیس           | ۱         | ۰        | ۰               | ۰       | ۱     |
| ایران         | عباس سرخاب            | استقلال            | ۱         | ۰        | ۰               | ۰       | ۱     |
| ایران         | بهزاد داداش‌زاده       | پرسپولیس           | ۱         | ۰        | ۰               | ۰       | ۱     |
| ایران         | محمد تقوی             | استقلال            | ۱         | ۰        | ۰               | ۰       | ۱     |
| ایران         | مرتضی کرمانی مقدم     | پرسپولیس           | ۱         | ۰        | ۰               | ۰       | ۱     |
| ایران         | مهدی مهدوی‌کیا         | پرسپولیس           | ۱         | ۰        | ۰               | ۰       | ۱     |
| ایران         | بهنام طاهرزاده        | پرسپولیس           | ۱         | ۰        | ۰               | ۰       | ۱     |
| ایران         | فرد ملکیان            | استقلال            | ۱         | ۰        | ۰               | ۰       | ۱     |
| ایران         | سهراب بختیاری‌زاده     | استقلال            | ۰         | ۱        | ۰               | ۰       | ۱     |
| ایران         | افشین پیروانی         | پرسپولیس           | ۰         | ۱        | ۰               | ۰       | ۱     |
| ایران         | پایان رأفت            | پرسپولیس           | ۱         | ۰        | ۰               | ۰       | ۱     |
| ایران         | بهروز رهبری‌فر         | پرسپولیس           | ۱         | ۰        | ۰               | ۰       | ۱     |
| ایران         | رضا جباری             | پرسپولیس           | ۱         | ۰        | ۰               | ۰       | ۱     |
| ایران         | علی انصاریان          | پرسپولیس           | ۱         | ۰        | ۰               | ۰       | ۱     |
| ایران         | یحیی گل‌محمدی          | پرسپولیس           | ۱         | ۰        | ۰               | ۰       | ۱     |
| ایران         | بهنام ابوالقاسم‌پور    | پرسپولیس           | ۱         | ۰        | ۰               | ۰       | ۱     |
| مالی          | عیسی ترائوره          | پرسپولیس           | ۱         | ۰        | ۰               | ۰       | ۱     |
| ایران         | داوود سیدعباسی        | استقلال            | ۱         | ۰        | ۰               | ۰       | ۱     |
| ایران         | حامد کاویانپور        | پرسپولیس           | ۱         | ۰        | ۰               | ۰       | ۱     |
| ایران         | شیث رضایی             | پرسپولیس           | ۱         | ۰        | ۰               | ۰       | ۱     |
| ایران         | سهراب انتظاری         | پرسپولیس           | ۱         | ۰        | ۰               | ۰       | ۱     |
| ایران         | پیروز قربانی          | استقلال            | ۱         | ۰        | ۰               | ۰       | ۱     |
| ایران         | امیرحسین صادقی        | استقلال            | ۱         | ۰        | ۰               | ۰       | ۱     |
| ایران         | مهرزاد معدنچی         | پرسپولیس           | ۱         | ۰        | ۰               | ۰       | ۱     |
| ایران         | مهرداد اولادی         | پرسپولیس           | ۱         | ۰        | ۰               | ۰       | ۱     |
| ایران         | علیرضا واحدی نیکبخت   | پرسپولیس           | ۱         | ۰        | ۰               | ۰       | ۱     |
| ایران         | علی علیزاده           | استقلال            | ۱         | ۰        | ۰               | ۰       | ۱     |
| ایران         | مازیار زارع           | پرسپولیس           | ۱         | ۰        | ۰               | ۰       | ۱     |
| ایران         | عادل کلاه‌کج           | پرسپولیس           | ۱         | ۰        | ۰               | ۰       | ۱     |
| ایران         | کریم باقری            | پرسپولیس           | ۱         | ۰        | ۰               | ۰       | ۱     |
| ایران         | حنیف عمران‌زاده        | استقلال            | ۰         | ۰        | ۰               | ۱       | ۱     |
| ایران         | اسماعیل شریفات        | استقلال            | ۰         | ۱        | ۰               | ۰       | ۱     |
| ایران         | میلاد میداوودی        | استقلال            | ۱         | ۰        | ۰               | ۰       | ۱     |
| ایران         | فریدون زندی           | استقلال            | ۱         | ۰        | ۰               | ۰       | ۱     |
| ایران         | سجاد شهباززاده        | استقلال            | ۱         | ۰        | ۰               | ۰       | ۱     |
| ایران         | محمد نوری             | پرسپولیس           | ۱         | ۰        | ۰               | ۰       | ۱     |
| هندوراس       | جری بنگتسون           | پرسپولیس           | ۱         | ۰        | ۰               | ۰       | ۱     |
| ایران         | رامین رضاییان         | پرسپولیس           | ۱         | ۰        | ۰               | ۰       | ۱     |
| ایران         | محسن مسلمان           | پرسپولیس           | ۱         | ۰        | ۰               | ۰       | ۱     |
| ایران         | امید ابراهیمی         | استقلال            | ۱         | ۰        | ۰               | ۰       | ۱     |
| ایران         | سروش رفیعی            | پرسپولیس           | ۱         | ۰        | ۰               | ۰       | ۱     |
| ایران         | فرشید اسماعیلی        | استقلال            | ۱         | ۰        | ۰               | ۰       | ۱     |
| ایران         | علی قربانی            | استقلال            | ۱         | ۰        | ۰               | ۰       | ۱     |
| ایران         | کاوه رضایی            | استقلال            | ۱         | ۰        | ۰               | ۰       | ۱     |
| ایران         | جلال حسینی            | پرسپولیس           | ۱         | ۰        | ۰               | ۰       | ۱     |
| ایران         | وریا غفوری            | استقلال            | ۱         | ۰        | ۰               | ۰       | ۱     |
| ایران         | احمد نوراللهی         | پرسپولیس           | ۱         | ۰        | ۰               | ۰       | ۱     |
| ایران         | محمد دانشگر           | استقلال            | ۰         | ۱        | ۰               | ۰       | ۱     |
| ایران         | مهدی عبدی             | پرسپولیس           | ۱         | ۰        | ۰               | ۰       | ۱     |
| ایران         | وحید امیری            | پرسپولیس           | ۱         | ۰        | ۰               | ۰       | ۱     |
| ایران         | علی نعمتی             | پرسپولیس           | ۱         | ۰        | ۰               | ۰       | ۱     |
| بنین · فرانسه | رودی ژستد             | استقلال            | ۱         | ۰        | ۰               | ۰       | ۱     |
| ایران         | روزبه چشمی            | استقلال            | ۱         | ۰        | ۰               | ۰       | ۱     |
| ایران         | مهدی ترابی            | پرسپولیس           | ۰         | ۱        | ۰               | ۰       | ۱     |
| ایران         | محمدحسین مرادمند      | استقلال            | ۰         | ۱        | ۰               | ۰       | ۱     |
| فرانسه        | کوین یامگا            | استقلال            | ۱         | ۰        | ۰               | ۰       | ۱     |
| ایران         | علیرضا کوشکی          | استقلال            | ۱         | ۰        | ۰               | ۰       | ۱     |

۱ هاشمی‌نسب ۴ گل به‌عنوان بازیکن پرسپولیس و ۱ گل به‌عنوان بازیکن استقلال به‌ثمر رساند.
۲ بیانی ۲ گل به‌عنوان بازیکن پرسپولیس و ۱ گل به‌عنوان بازیکن استقلال به‌ثمر رساند.
۳ غلامرضا فتح‌آبادی ۱ گل به‌عنوان بازیکن پرسپولیس و ۱ گل به‌عنوان بازیکن استقلال به‌ثمر رساند.
۴ سیدحسین حسینی اولین گل به خودی شهرآورد را به نام خودش ثبت کرد.

## بهترین بردها
- با اختلاف ۳ گل به بالا

| پرسپولیس ۶–۰ تاج     | ۱۶ شهریور ۱۳۵۲   | جام تخت جمشید       | ۶ |
| پرسپولیس ۴–۱ تاج     | ۱۵ بهمن ۱۳۵۰     | لیگ تهران           | ۳ |
| تاج ۳–۰ پرسپولیس     | ۱۸ اردیبهشت ۱۳۵۶ | جام تخت جمشید       | ۳ |
| پرسپولیس ۳–۰ استقلال | ۲۵ خرداد ۱۳۶۵    | جام باشگاه‌های تهران | ۳ |
| پرسپولیس ۳–۰ استقلال | ۲۰ تیر ۱۳۷۶      | جام آزادگان         | ۳ |
| استقلال ۳–۰ پرسپولیس | ۱۸ آذر ۱۳۹۰      | جام حذفی            | ۳ |

## بیشتر از یک گل در یک بازی

### هت‌تریک‌ها
| # | بازیکن        | باشگاه   | زمان گل‌ها     | مسابقه     |
| - | ------------- | -------- | ------------- | ---------- |
| ۱ | همایون بهزادی | پرسپولیس | ۵۰', ۸۶', ۹۲' | شهرآورد ۱۳ |
| ۲ | ایمون زاید    | پرسپولیس | ۸۲', ۸۳', ۹۲' | شهرآورد ۷۵ |

### دبل‌ها
| #  | بازیکن           | باشگاه   | زمان گل‌ها | مسابقه     |
| -- | ---------------- | -------- | --------- | ---------- |
| ۱  | حسین کلانی       | پرسپولیس | ۴۳', ۹۰'  | شهرآورد ۹  |
| ۲  | علی جباری        | استقلال  | ۴۰', ۸۷'  | شهرآورد ۱۱ |
| ۳  | ایرج سلیمانی     | پرسپولیس | ۴۵', ۵۶'  | شهرآورد ۱۳ |
| ۴  | غلامحسین مظلومی  | استقلال  | ۱۱', ۶۲'  | شهرآورد ۱۷ |
| ۵  | صفر ایرانپاک     | پرسپولیس | ۱۵', ۳۴'  | شهرآورد ۲۲ |
| ۶  | شاهرخ بیانی      | پرسپولیس | ۱۲', ۵۲'  | شهرآورد ۲۸ |
| ۷  | هادی نوروزی      | پرسپولیس | ۷', ۴۶'   | شهرآورد ۷۳ |
| ۸  | مجتبی جباری      | استقلال  | ۹۵', ۹۹'  | شهرآورد ۷۴ |
| ۹  | مهدی طارمی       | پرسپولیس | ۵', ۳۵'   | شهرآورد ۸۳ |
| ۱۰ | امیرارسلان مطهری | استقلال  | ۲۴', ۵۲'  | شهرآورد ۹۲ |
| ۱۱ | گیورگی گولسیانی  | پرسپولیس | ۱۶', ۸۹'  | شهرآورد ۹۹ |

## گلزنی در تعداد بازی
صفر ایرانپاک تنها بازیکنی است که موفق به گلزنی در ۶ دربی مختلف شده‌است.
حسین کلانی و مهدی هاشمی‌نسب و علی علیپور بازیکنانی هستند که در پنج دربی مختلف در امر گلزنی موفق بوده‌اند.
غلامحسین مظلومی، علی جباری، فرهاد مجیدی بازیکنانی هستند که در چهار دربی مختلف موفق به گلزنی شده‌اند.
و این بازیکنان نیز در سه دربی مختلف موفق به گلزنی شده‌اند: امید عالیشاه ،حسن روشن، صمد مرفاوی، فرشاد پیوس، صادق ورمزیار، امیرارسلان مطهری، آرش برهانی و مجتبی جباری.

## داوران بازی

### لیگ برتر
| فصل       | دور رفت           | دور برگشت         |
| --------- | ----------------- | ----------------- |
| ۸۱–۱۳۸۰   | پاسکوئاله ردمونتی | پائولو کوستا      |
| ۸۲–۱۳۸۱   | روبرتو روزتی      | ولادیمیر هیرناک   |
| ۸۳–۱۳۸۲   | پائولو کوستا      | مصطفی گوجلو       |
| ۸۴–۱۳۸۳   | فلورین میر        | والنتین ایوانف    |
| ۸۵–۱۳۸۴   | ولفگانگ اشتارک    | سعد کمیل          |
| ۸۶–۱۳۸۵   | آلفردو پرز        | فلیکس بریچ        |
| ۸۷–۱۳۸۶   | ادواردو گونزالز   | برناردینو گونزالز |
| ۸۸–۱۳۸۷   | سعد کمیل          | محسن ترکی         |
| ۸۹–۱۳۸۸   | محسن ترکی         | سعید مظفری‌زاده    |
| ۹۰–۱۳۸۹   | مسعود مرادی       | محسن ترکی         |
| ۹۱–۱۳۹۰   | محسن ترکی         | علیرضا فغانی      |
| ۹۲–۱۳۹۱   | محسن ترکی         | محسن قهرمانی      |
| ۹۳–۱۳۹۲   | علیرضا فغانی      | سعید مظفری‌زاده    |
| ۹۴–۱۳۹۳   | یدالله جهانبازی   | تورج حق‌وردی       |
| ۹۵–۱۳۹۴   | محسن ترکی         | محسن ترکی         |
| ۹۶–۱۳۹۵   | علیرضا فغانی      | علیرضا فغانی      |
| ۹۷–۱۳۹۶   | بیژن حیدری        | علیرضا فغانی      |
| ۹۸–۱۳۹۷   | علیرضا فغانی      | اشکان خورشیدی     |
| ۹۹–۱۳۹۸   | موعود بنیادی‌فر    | بیژن حیدری        |
| ۱۴۰۰–۱۳۹۹ | رضا کرمانشاهی     | محمدرضا اکبریان   |
| ۰۱–۱۴۰۰   | موعود بنیادی‌فر    | سید مهدی سیدعلی   |
| ۰۲–۱۴۰۱   | محمدحسین زاهدی‌فرد | پیام حیدری        |
| ۰۳–۱۴۰۲   | موعود بنیادی‌فر    | وحید کاظمی        |
| ۰۴–۱۴۰۳   | بیژن حیدری        | پیام حیدری        |

- محسن ترکی با ۷ بار قضاوت رکورددار داوری دربی است.

## آمار بازی‌ها

### پرگل‌ترین بازی‌ها
| تعداد گل‌ها | تاریخ بازی | تیم برنده | توضیحات                     |
| ---------- | ---------- | --------- | --------------------------- |
| ۶ گل       | دربی ۱۳    | پرسپولیس  | ۶ گل پرسپولیس               |
| ۶ گل       | دربی ۸۳    | پرسپولیس  | ۴ گل پرسپولیس، ۲ گل استقلال |
| ۵ گل       | دربی ۹     | پرسپولیس  | ۴ گل پرسپولیس، ۱ گل استقلال |
| ۵ گل       | دربی ۵۹    | استقلال   | ۳ گل استقلال، ۲ گل پرسپولیس |
| ۵ گل       | دربی ۷۵    | پرسپولیس  | ۳ گل پرسپولیس، ۲ گل استقلال |
| ۵ گل       | دربی ۸۵    | استقلال   | ۳ گل استقلال، ۲ گل پرسپولیس |

### بیشترین برد متوالی
| باشگاه   | تعداد برد | توضیحات                |
| -------- | --------- | ---------------------- |
| استقلال  | ۴ بازی    | (شهرآوردهای *٬۶٬۷*۴٬۵) |
| پرسپولیس | ۳ بازی    | (شهرآوردهای ۴۳٬۴۴٬۴۵)  |

* برد با رای فدراسیون در بازی نیمه تمام بوده‌است.

### بیشترین برد متوالی در مسابقات رسمی
| باشگاه   | تعداد برد | توضیحات                  |
| -------- | --------- | ------------------------ |
| استقلال  | ۴ بازی    | (شهرآوردهای ۷۰٬۷۱٬۷۲،۷۴) |
| پرسپولیس | ۳ بازی    | (شهرآوردهای ۴۳٬۴۴٬۴۵)    |

*شهرآورد ۷۳ در مسابقات ۳ جانبه و دوستانه جام ولایت برگزار شد که با تساوی ۲-۲ دو تیم همراه شد.

### بیشترین‌ها در یک سال

#### بیشترین بازی در یک سال
| تعداد  | سال  | توضیحات                     |
| ------ | ---- | --------------------------- |
| ۵ بازی | ۱۳۹۰ | (شهرآوردهای ۷۱٬۷۲٬۷۳٬۷۴٬۷۵) |

#### بیشترین برد یک تیم در یک سال
| باشگاه  | تعداد برد | سال  | توضیحات               |
| ------- | --------- | ---- | --------------------- |
| استقلال | ۳ بازی    | ۱۳۹۰ | (شهرآوردهای ۷۱٬۷۲٬۷۴) |

#### بیشترین گل زده یک تیم در یک سال
| باشگاه  | تعداد گل | سال  | شماره دربی‌ها                | توضیحات                                              |
| ------- | -------- | ---- | --------------------------- | ---------------------------------------------------- |
| استقلال | ۱۰ گل    | ۱۳۹۰ | (شهرآوردهای ۷۱٬۷۲٬۷۳٬۷۴٬۷۵) | سه برد برای استقلال، یک تساوی و یک برد برای پرسپولیس |

## شهرآوردهای ناتمام
در تاریخ برگزاری داربی‌های تهران چهار بازی ناتمام و یک بازی برگزار نشده به چشم می‌خورد که در سه مورد از آنها فدراسیون فوتبال رای به برتری ۳ بر صفر استقلال داده و یک بازی هم با همان نتیجه دیدار ناتمام در تاریخ ثبت شده و بازی سوپر جام ایران نیز برگزار نشده و نتیجه سه بر صفر به سود پرسپولیس ثبت شده‌است. از این چهار بازی دو بازی به سود استقلال در حال برگزاری بود و دو بازی با تساوی دو تیم دنبال می‌شد.
- اولین داربی ناتمام پنجمین مصاف این دوتیم در شهرآورد تهران در روز هفدهم بهمن ۱۳۴۸ است. این بازی تا دقیقه ۸۲ با گل مظلومی به سود استقلال در جریان بود که در این لحظه بازیکنان و کادر مربیگری پرسپولیس به دلیل اعتراض به نحوه داوری، زمین مسابقه را ترک کردند و به این ترتیب بازی ناتمام ماند، فدراسیون فوتبال هم نتیجه این مسابقه را ۳ بر صفر به سود تاج اعلام کرد.
- دومین داربی ناتمام مربوط به روز بیست و هفتم دی ۱۳۴۹ است که در آن دو تیم بزرگ پایتخت برای هفتمین بار در تاریخ خود به مصاف هم رفتند. این بازی تا دقیقه ۷۵ با تساوی یک - یک در جریان بود که بازیکنان و کادر مربیگری پرسپولیس به مانند سال قبل به دلیل اعتراض به نحوه قضاوت داور، زمین مسابقه را ترک کردند تا بار دیگر نتیجه بازی از سوی فدراسیون فوتبال، ۳ بر صفر به نفع تاج اعلام شود، کلانی و مژدهی گلزنان دو تیم در این بازی ناتمام بودند.
- داربی بیست و سوم نیز ناتمام ماند. این دیدار که یک بازی دوستانه بود تا دقیقه ۷۵ با گل فتح‌آبادی، یک بر صفر به سود استقلال در جریان بود که هجوم تماشاگران به داخل زمین باعث ناتمام ماندن مسابقه شد. جالب اینکه این بازی هیچ‌گاه تکرار نشد و همان نتیجه یک بر صفر به سود استقلال در تاریخ ثبت شد.
- اما آخرین داربی ناتمام، داربی سی و نهم است. این بازی در دی ماه سال ۱۳۷۳ انجام شد و تا دقیقه ۸۸ با نتیجه مساوی ۲–۲ در جریان بود که در این لحظه بازیکنان دو تیم به درگیری با یکدیگر پرداختند و تماشاگران منتسب به تیم قرمزپوش میدان به درون زمین ریختند تا چهارمین بازی ناتمام در تاریخ داربی‌های تهران ثبت شود. ورمزیار و اختر برای استقلال، پیوس و داداش‌زاده برای پرسپولیس در این بازی نیمه تمام گلزنی کردند. کمیته انضباطی فدراسیون فوتبال هم با توجه به وقایع پیش آمده رای به برتری ۳ بر صفر استقلال در این دیدار داد. پس از این بازی بود که فدراسیون فوتبال تصمیم به استفاده از داوران خارجی برای قضاوت داربی تهران گرفت.

## شهرآورد برگزار نشده
- این دیدار که به عنوان سوپرجام فوتبال ایران شناخته می‌شد قرار بود میان پرسپولیس به عنوان قهرمان لیگ برتر و استقلال به عنوان قهرمان جام حذفی در مورخه ۲۹ تیرماه ۹۷ برگزار شود ولی آبی‌پوشان به دلیل تداخل با برنامه اردوی پیش فصلشان نتوانستند در موعد مقرر در بازی حاضر شوند و به اجبار به ترکیه عازم شدند ،  تقاضایشان برای تعویق زمان بازی هم با مخالفت مسئولان سازمان لیگ روبرو شد و دیدار با انصراف استقلال برگزار نشد. سازمان لیگ پس از چندی رای به برتری ۳ بر صفر سرخپوشان در این دیدار داد و استقلال هم حدود یک سال این پرونده را از طریق دادگاه CAS دنبال کرد و به دنبال برگرداندن نتیجه بازی بود ولی در نهایت حکم دادگاه حکمیت ورزش هم همان حکم سازمان لیگ بود و با ثبت نتیجه ۳بر صفر به سود پرسپولیس، این تیم قهرمان سوپرجام ایران شناخته شد.[۱۱][۱۲]

## نخستین‌ها

### نخستین بازی
| تاریخ           | توضیحات                                  |
| --------------- | ---------------------------------------- |
| ۱۶ فروردین ۱۳۴۷ | این بازی با تساوی بدون گل به پایان رسید. |

### نخستین گلزن
| نام بازیکن         | باشگاه  | توضیحات                                                                    | توضیحات تکمیلی |
| ------------------ | ------- | -------------------------------------------------------------------------- | --- |
| امیرحسین جابری‌زاده | استقلال | وی در شهرآورد دوم توانست اولین گل این سری از بازی‌ها را به نام خود ثبت کند. | در صورتی که دربی ۲۷ مردادماه سال ۱۳۴۷ که هنوز در سازمان لیگ فوتبال ایران به ثبت نرسیده را محاسبه کنیم جابری‌زاده اولین گلزنی دربی است در غیر این صورت احمد منشی‌زاده نخستین گلزن دربی می‌باشد. |

### نخستین کاپیتان‌ها
| نام بازیکنان  | تیم      |
| ------------- | -------- |
| همایون بهزادی | پرسپولیس |
| کامبیز جمالی  | استقلال  |

### نخستین داور
| نام داور       | تاریخ      |
| -------------- | ---------- |
| عبدالرضا موزون | ۱۳۴۷-۰۱-۱۶ |

### نخستین اخراجی
| نام بازیکن  | تاریخ      |
| ----------- | ---------- |
| رضا وطنخواه | ۱۳۴۸-۰۵-۳۱ |

## خارجی‌ها
- نخستین مربی:
 زدراکو رایکوف (استقلال- ۱۳۴۹)
- نخستین داور:
 بهادرخان (شهرآورد ۲)
- نخستین بازیکن:
 آلن ویتل (پرسپولیس- شهرآورد ۲۱)
- نخستین گلزن:
 عیسی ترائوره (پرسپولیس- شهرآورد ۵۵)
- بیشترین بازی:
 بشار رسن (پرسپولیس - ۷ بازی) 
  رافائل سیلوا (استقلال - ۷ بازی)
- نخستین و آخرین هت‌تریک:
  ایمون زاید (پرسپولیس)
- سریع‌ترین هت‌تریک:
 ایمون زاید (پرسپولیس- ۱۰ دقیقه)
- بیشترین گل زده:
 ایمون زاید (پرسپولیس-۳ گل)
- بیشترین کلین‌شیت:
 نیلسون کوریا جونیور (پرسپولیس- ۴ بازی)
- بیشترین بسته‌ماندن دروازه یک دروازه‌بان:
 نیلسون کوریا جونیور (پرسپولیس- ۴۰۵ دقیقه)

### بیشترین حضور بازیکن خارجی در شهرآورد تهران
| ردیف | نام بازیکن          | تعداد بازی | تعداد برد | تعداد مساوی | تعداد باخت |
| ---- | ------------------- | ---------- | --------- | ----------- | ---------- |
| ۱    | بشار رسن            | ۷          | ۳         | ۳           | ۱          |
| ۲    | رافائل سیلوا        | ۷          | ۰         | ۳           | ۴          |
| ۳    | گئورگی گولسیانی     | ۶          | ۴         | ۲           | ۰          |
| ۴    | فابیو جانواریو      | ۵          | ۰         | ۴           | ۱          |
| ۵    | نیلسون کوریا جونیور | ۵          | ۱         | ۴           | ۰          |
| ۶    | هرایر مکویان        | ۵          | ۰         | ۴           | ۱          |
| ۷    | کوین یامگا          | ۵          | ۰         | ۳           | ۳          |
| ۸    | جی‌لوید ساموئل       | ۴          | ۰         | ۴           | ۰          |
| ۹    | هروویه میلیچ        | ۴          | ۰         | ۲           | ۲          |

- بازیکنانی که فقط برای پرسپولیس در شهرآورد بازی کرده‌اند.
- بازیکنانی که فقط برای استقلال در شهرآورد بازی کرده‌اند.
- بازیکنانی که برای هر دو باشگاه در شهرآورد بازی کرده‌اند.

### لیست گلزنان خارجی در شهرآورد تهران
| ردیف | نام بازیکن      | شماره دربی | دقیقه        | تعداد گل در دربی |
| ---- | --------------- | ---------- | ------------ | ---------------- |
| ۱    | ایمن زاید       | ۷۵         | ۸۲، ۸۳، ۹۰+۱ | ۳                |
| ۲    | بشار رسن        | ۹۲         | ۸۹           | ۲                |
| ۲    | بشار رسن        | ۹۳         | ۴۹           | ۲                |
| ۳    | گئورگی گولسیانی | ۹۹         | ۱۶، ۸۹       | ۲                |
| ۴    | عیسی ترائوره    | ۵۶         | ۷۰           | ۱                |
| ۵    | جری بنگستون     | ۸۲         | ۹۰+۶         | ۱                |
| ۶    | رودی ژستد       | ۹۸         | ۸۱           | ۱                |
| ۷    | کوین یامگا      | ۱۰۲        | ۹۰+۷         | ۱                |

- بازیکنانی که فقط برای پرسپولیس در شهرآورد گلزنی کرده‌اند.
- بازیکنانی که فقط برای استقلال در شهرآورد گلزنی کرده‌اند.
- بازیکنانی که برای هر دو باشگاه در شهرآورد گلزنی کرده‌اند.

## تعداد دفعات بسته نگه داشتن دروازه
- از نظر تعداد بازی یک دروازه‌بان

| نام              | باشگاه           | تعداد     | توضیحات                                                             | درصد کلین شیت |
| ---------------- | ---------------- | --------- | ------------------------------------------------------------------- | ------------- |
| مهدی رحمتی       | استقلال          | ۹ کلین‌شیت | در ۱۵ بازی                                                          | ۶۰ درصد       |
| احمدرضا عابدزاده | استقلال پرسپولیس | ۸ کلین‌شیت | در ۱۳ بازی ۵ کلین‌شیت در دروازه پرسپولیس ۳ کلین‌شیت در دروازه استقلال | ۶۲ درصد       |
| علیرضا بیرانوند  | پرسپولیس         | ۷ کلین‌شیت | در ۱۳ بازی                                                          | ۵۴ درصد       |
| وحید قلیچ        | پرسپولیس         | ۵ کلین‌شیت | در ۹ بازی                                                           | ۳۱ درصد       |
| ناصر حجازی       | استقلال          | ۵ کلین‌شیت | در ۱۶ بازی                                                          | ۳۱ درصد       |
| نیلسون کوریا     | پرسپولیس         | ۴ کلین‌شیت | در ۵ بازی                                                           | ۸۰ درصد       |
| سید حسین حسینی   | استقلال          | ۳ کلین‌شیت | در ۱۲ بازی                                                          | ۲۵ درصد       |
| حامد لک          | پرسپولیس         | ۳ کلین‌شیت | در ۴ بازی                                                           | ۷۵ درصد       |
| هادی طاووسی      | پرسپولیس         | ۳ کلین‌شیت | در ۵ بازی                                                           | ۶۰ درصد       |

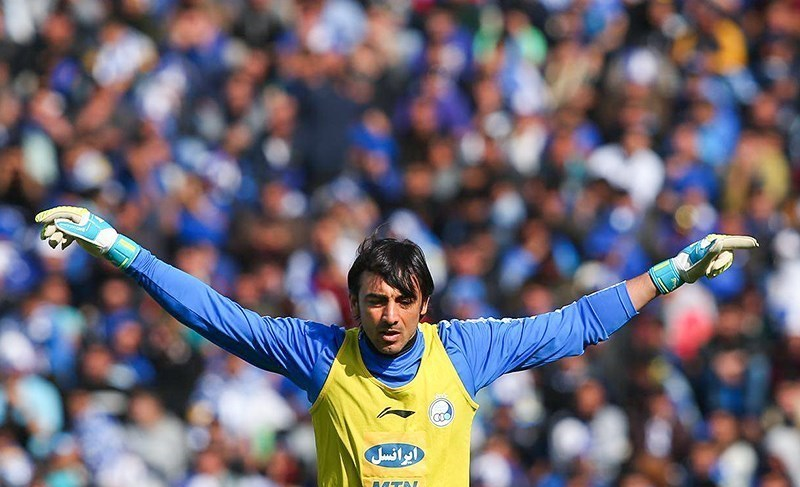
مهدی رحمتی رکورددار بسته نگه داشتن دروازه در شهرآورد تهران

- از نظر دقایق متوالی بسته‌ماندن دروازه یک دروازه‌بان

| نام                 | باشگاه   | دقایق     | توضیحات                                       |
| ------------------- | -------- | --------- | --------------------------------------------- |
| نیلسون کوریا جونیور | پرسپولیس | ۴۰۵ دقیقه | از آغاز شهرآورد ۷۶ تا دقیقه ۴۵ شهرآورد ۸۰     |
| احمدرضا عابدزاده    | پرسپولیس | ۴۰۴ دقیقه | از آغاز شهرآورد ۴۲ تا دقیقه ۴۴ شهرآورد ۴۶     |
| سید مهدی رحمتی      | استقلال  | ۳۶۰ دقیقه | از آغاز شهرآورد ۷۶ تا پایان شهرآورد ۷۹        |
| علیرضا بیرانوند     | پرسپولیس | ۳۴۰ دقیقه | از دقیقه ۴۴ شهرآورد ۸۷ تا دقیقه ۲۴ شهرآورد ۹۲ |
| حامد لک             | پرسپولیس | ۳۰۰ دقیقه | از آغاز شهرآورد ۹۵ تا پایان شهرآورد ۹۷        |
| وحید قلیچ           | پرسپولیس | ۲۵۶ دقیقه | از دقیقه ۶۰ شهرآورد ۳۰ تا دقیقه ۴۶ شهرآورد ۳۳ |

از نظر دقایق متوالی بسته‌ماندن دروازه یک تیم
| تیم      | کلین شیت  | توضیحات               |
| -------- | --------- | --------------------- |
| پرسپولیس | ۴۴۵ دقیقه | از دربی ۷۵ تا دربی ۸۰ |
| پرسپولیس | ۴۴۵ دقیقه | از دربی ۴۱ تا دربی ۴۶ |
| استقلال  | ۴۳۴ دقیقه | از دربی ۷۵ تا دربی ۸۰ |
| استقلال  | ۳۹۶ دقیقه | از دربی ۳۴ تا دربی ۳۹ |
| پرسپولیس | ۳۸۱ دقیقه | از دربی ۹۵ تا دربی ۹۸ |
| پرسپولیس | ۳۴۰ دقیقه | از دربی ۸۷ تا دربی ۹۲ |
| استقلال  | ۳۳۶ دقیقه | از دربی ۲۲ تا دربی ۲۶ |
| پرسپولیس | ۳۱۵ دقیقه | از دربی ۲۳ تا دربی ۲۶ |
| استقلال  | ۳۱۴ دقیقه | از دربی ۶۹ تا دربی ۷۳ |

منبع:

## بیشترین اخراجی
| نام           | باشگاه   | توضیحات                                                         |
| ------------- | -------- | --------------------------------------------------------------- |
| همایون بهزادی | پرسپولیس | در دربی ۲۷ دی ۱۳۴۹ و ۲۵ خرداد ۱۳۵۲ با دریافت ۲ کارت قرمز مستقیم |

## آمار گلزنان
- سریع‌ترین گل‌

| نام بازیکن | باشگاه  | زمان     | سال  |
| ---------- | ------- | -------- | ---- |
| علی سامره  | استقلال | ثانیه ۴۸ | ۱۳۸۱ |

- دیرترین گل در ۹۰ دقیقه

| نام بازیکن       | باشگاه  | زمان        | سال  | توضیحات                                                                 |
| ---------------- | ------- | ----------- | ---- | ----------------------------------------------------------------------- |
| محمدحسین مرادمند | استقلال | دقیقه ۱۱+۹۰ | ۱۴۰۲ | محمدحسین مرادمند در وقت‌های اضافه توانست گل تساوی را بزند. (شهرآورد ۱۰۱) |

- دیرترین گل در ۱۲۰ دقیقه

| نام بازیکن   | باشگاه   | زمان      | سال  | توضیحات                                                                    |
| ------------ | -------- | --------- | ---- | -------------------------------------------------------------------------- |
| امید عالیشاه | پرسپولیس | دقیقه ۱۱۵ | ۱۴۰۲ | امید عالیشاه در وقت‌های اضافه توانست گل دوم پرسپولیس را بزند. (شهرآورد ۱۰۱) |

- سریع‌ترین هت‌تریک

| نام بازیکن | باشگاه   | زمان     | سال  |
| ---------- | -------- | -------- | ---- |
| ایمون زاید | پرسپولیس | ۱۰ دقیقه | ۱۳۹۰ |

### بازیکنانی که بیشترین پاس گل را داده‌اند[۱۸]
| نام             | تعداد پاس گل | باشگاه   |
| --------------- | ------------ | -------- |
| ابراهیم آشتیانی | ۶            | پرسپولیس |
| مهدی ترابی      | ۵            | پرسپولیس |
| مجتبی جباری     | ۴            | استقلال  |
| علی جباری       | ۴            | استقلال  |
| فرزاد مجیدی     | ۴            | استقلال  |

### بازیکنانی که به هر دو باشگاه گل زده‌اند
| نام              | گل برای پرسپولیس | گل برای استقلال | جمع |
| ---------------- | ---------------- | --------------- | --- |
| مهدی هاشمی نسب   | ۴                | ۱               | ۵   |
| شاهرخ بیانی      | ۲                | ۱               | ۳   |
| غلامرضا فتح‌آبادی | ۱                | ۱               | ۲   |

## ترین‌ها

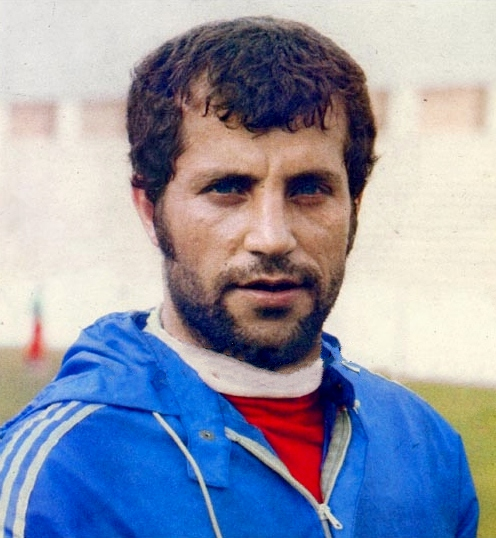
علی پروین رکورددار تعداد بازی در شهرآورد تهران

### بیشترین بازی (بازیکن)
| نام                 | بازی | باشگاه             |
| ------------------- | ---- | ------------------ |
| علی پروین           | ۲۰   | پرسپولیس           |
| علیرضا واحدی‌نیکبخت* | ۱۹   | استقلال و پرسپولیس |
| افشین پیروانی       | ۱۸   | پرسپولیس           |
| محمود فکری          | ۱۸   | استقلال            |
| امیرحسین صادقی      | ۱۸   | استقلال            |
| علی جباری           | ۱۷   | استقلال            |
| کارو حق‌وردیان       | ۱۷   | استقلال            |
| امید عالیشاه        | ۱۷   | پرسپولیس           |
| وحید امیری          | ۱۶   | پرسپولیس           |
| بهروز رهبری‌فر       | ۱۶   | پرسپولیس           |
| اصغر ادیبی          | ۱۶   | پرسپولیس           |
| ابراهیم آشتیانی     | ۱۶   | پرسپولیس           |
| اکبر کارگرجم        | ۱۶   | استقلال            |
| ناصر حجازی          | ۱۶   | استقلال            |
| جواد زرینچه         | ۱۶   | استقلال            |

- واحدی‌نیکبخت ۱۳ بار برای استقلال و ۶ بار برای پرسپولیس بازی کرده‌است.

### موفق‌ترین سرمربی

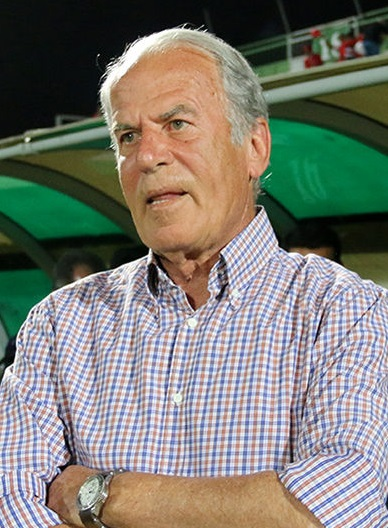
مصطفی دنیزلی با کسب دو برد از سه بازی موفق‌ترین سرمربی شهرآورد

| نام          | درصد بردها | باشگاه   | توضیحات         |
| ------------ | ---------- | -------- | --------------- |
| مصطفی دنیزلی | ۶۶٫۶۷٪     | پرسپولیس | ۲ برد از ۳ بازی |

### جوانترین سرمربی
| نام          | سن               | باشگاه   | توضیحات                             |
| ------------ | ---------------- | -------- | ----------------------------------- |
| بیوک وطنخواه | ۳۲ سال و ۲۵۸ روز | پرسپولیس | سرمربی پرسپولیس در دربی ۲۵ مهر ۱۳۵۴ |

### مسن‌ترین سرمربی
| نام         | سن              | باشگاه  | توضیحات                                |
| ----------- | --------------- | ------- | -------------------------------------- |
| وینفرید شفر | ۶۹ سال و ۸۰ روز | استقلال | سرمربی استقلال در دربی ۱۰ فروردین ۱۳۹۸ |

### جوان‌ترین گلزن

حسن روشن جوان‌ترین گلزن شهرآورد تهران

| نام      | سن گلزنی         | باشگاه  | توضیحات    |
| -------- | ---------------- | ------- | ---------- |
| حسن روشن | ۱۸ سال و ۳۵۷ روز | استقلال | شهرآورد ۱۵ |

### مسن‌ترین گلزن

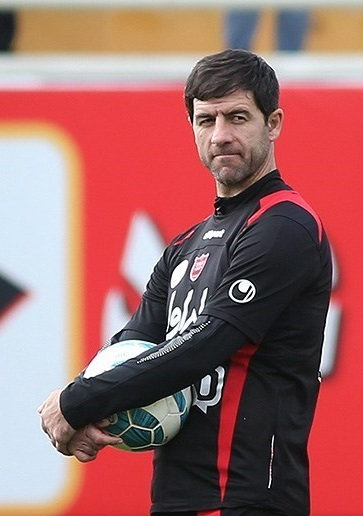
کریم باقری مسن‌ترین گلزن شهرآورد تهران

| نام        | سن               | باشگاه   | توضیحات                                      |
| ---------- | ---------------- | -------- | -------------------------------------------- |
| کریم باقری | ۳۵ سال و ۳۴۸ روز | پرسپولیس | زننده گل برتری پرسپولیس در دربی ۱۴ بهمن ۱۳۸۸ |

### جوان‌ترین بازیکن

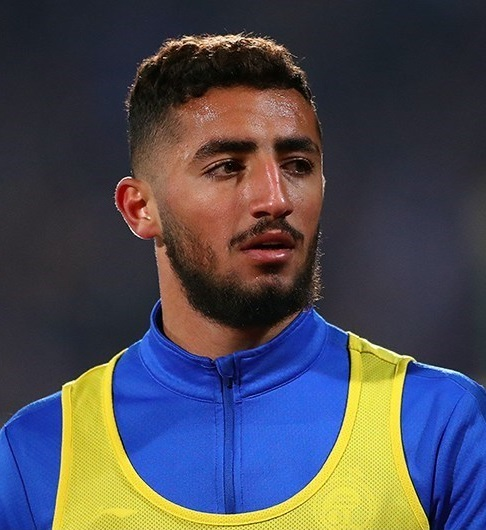
اللهیار صیادمنش جوان‌ترین بازیکنی که در شهرآورد تهران به میدان رفته‌است

| نام             | سن به هنگام حضور در زمین | باشگاه  | توضیحات            |
| --------------- | ------------------------ | ------- | ------------------ |
| اللهیار صیادمنش | ۱۷ سال و ۱۱۷ روز         | استقلال | شهرآورد ۵ مهر ۱۳۹۷ |

### مسن‌ترین بازیکن

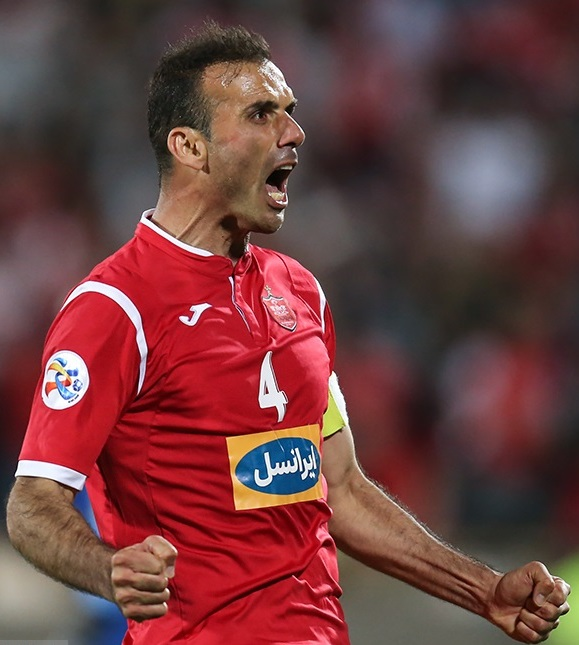
سید جلال حسینی با ۴۰ سال و ۴۲ روز مسن‌ترین بازیکن دربی

| نام                 | سن               | باشگاه   | منبع   |
| ------------------- | ---------------- | -------- | ------ |
| سید جلال حسینی      | ۴۰ سال و ۴۲ روز  | پرسپولیس | [ ۲۱ ] |
| رضا عنایتی          | ۳۹ سال و ۲۴ روز  | استقلال  |        |
| نیلسون کوریا جونیور | ۳۸ سال و ۳۳۲ روز | پرسپولیس |        |
| فرهاد مجیدی         | ۳۷ سال و ۹۵ روز  | استقلال  |        |
| علی پروین           | ۳۷ سال و ۱۳ روز  | پرسپولیس |        |
| نادر محمدخانی       | ۳۷ سال           | پرسپولیس |        |
| محمد پنجعلی         | ۳۷ سال           | پرسپولیس |        |
| وحید امیری          | ۳۶ سال و ۱۷۳ روز | پرسپولیس |        |
| ناصر حجازی          | ۳۶ سال و ۱۵۱ روز | استقلال  |        |

منبع

## کم‌باخت‌ترین‌ها

### کم‌باخت‌ترین مربیان
|                | تعداد بازی | باشگاه   | توضیحات                         |
| -------------- | ---------- | -------- | ------------------------------- |
| علی پروین      | ۱۹ بازی    | پرسپولیس | رکورد وی به‌صورت متوالی نبوده‌است |
| منصور پورحیدری | ۱۳ بازی    | استقلال  | رکورد وی به‌صورت متوالی نبوده‌است |
| امیر قلعه‌نویی  | ۱۲ بازی    | استقلال  | رکورد وی به‌صورت متوالی بوده‌است  |
| یحیی گل‌محمدی   | ۱۲ بازی    | پرسپولیس | رکورد وی به‌صورت متوالی بوده‌است  |

### کم‌باخت‌ترین بازیکنان
| نام                   | تعداد بازی | باشگاه   | توضیحات |
| --------------------- | ---------- | -------- | ------- |
| امید عالیشاه          | ۱۷ بازی    | پرسپولیس |         |
| مهدی ترابی            | ۱۳ بازی    | پرسپولیس |         |
| فرشاد فرجی            | ۱۱ بازی    | پرسپولیس |         |
| حمید استیلی           | ۱۰ بازی    | پرسپولیس |         |
| مجتبی جباری           | ۱۰ بازی    | استقلال  |         |
| مهدی عبدی             | ۱۰ بازی    | پرسپولیس |         |
| میلاد سرلک            | ۱۰ بازی    | پرسپولیس |         |
| محمدحسین کنعانی‌زادگان | ۹ بازی     | پرسپولیس |         |
| سیامک نعمتی           | ۸ بازی     | پرسپولیس |         |
| علی نعمتی             | ۷ بازی     | پرسپولیس |         |
| محسن بنگر             | ۷ بازی     | پرسپولیس |         |

نکته ۱: احمدرضا عابدزاده ۵ بازی برای استقلال و ۸ بازی برای پرسپولیس انجام داده که در دربی ۳۹ گلر پرسپولیس بوده‌است که با حکم فدراسیون استقلال سه بر صفر برنده شده و بنابراین اسمش در این لیست قرار نمی‌گیرد.
نکته ۲: جواد اله‌وردی در ۶ بازی که با پیراهن پرسپولیس در دربی حاضر شد شکست نخورد ولی با پیراهن استقلال در دربی‌ها شکست خورده‌است.
نکته ۳: پرویز قلیچ‌خانی در ۶ بازی که با پیراهن استقلال در دربی حاضر شد شکست نخورد ولی با پیراهن پرسپولیس در دربی‌ها شکست خورده‌است.

## مربیان دربی

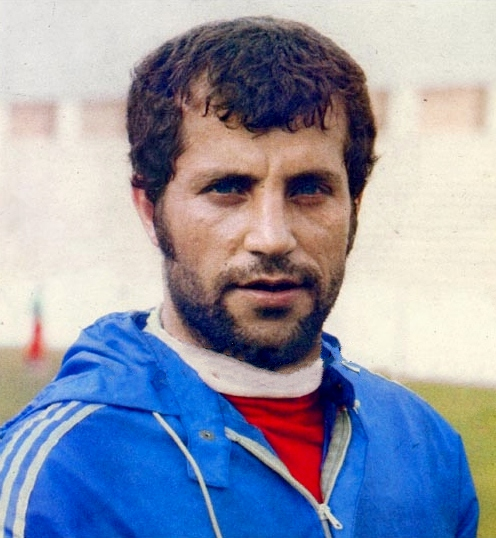
علی پروین با سرمربیگری در ۲۵ شهرآورد رکورد دار است

### بیشترین مربیگری
| نام               | بازی | باشگاه   |
| ----------------- | ---- | -------- |
| علی پروین         | ۲۵   | پرسپولیس |
| منصور پورحیدری    | ۱۸   | استقلال  |
| زدراکو رایکوف     | ۱۵   | استقلال  |
| امیر قلعه‌نویی     | ۱۴   | استقلال  |
| یحیی گل‌محمدی      | ۱۲   | پرسپولیس |
| برانکو ایوانکوویچ | ۹    | پرسپولیس |
| پرویز مظلومی      | ۸    | استقلال  |
| آلن راجرز         | ۷    | پرسپولیس |
| علی دانایی‌فرد     | ۶    | استقلال  |
| ناصر حجازی        | ۵    | استقلال  |
| علی دایی          | ۵    | پرسپولیس |

کلا ۲۰ مربی برای استقلال و ۲۶ مربی برای پرسپولیس در دربی‌ها روی نیمکت این دو تیم نشسته‌اند.
برای استقلال ۱۴ مربی ایرانی و ۶ مربی خارجی و برای پرسپولیس ۱۳ مربی ایرانی و ۱۳ مربی خارجی مربیگری کرده‌اند.
رایکوف در پانزده دربی متوالی مربی استقلال بوده‌است و از این لحاظ رکورددار است.
تا بحال فقط دو مرتبه پیش آمده که در یک دربی هر دو سرمربی روی نیمکت، اولین دربی عمرشان را تجربه کنند: پاییز ۱۳۹۸ گابریل کالدرون و آندره آ استراماچونی اولین و البته آخرین دربی عمرشان را روی نیمکت سرخابی ها نشستند. در زمستان سال ۱۴۰۳ نیز اسماعیل کارتال و میودراگ بوزوویچ برای نخستین بار دربی را دیدند که بوزوویچ رکورد اولین بازی سرمربی مصادف با دربی را نیز تجربه کرد.

### بیشترین برد به‌عنوان سرمربی
| نام               | تیم      | تعداد برد به عنوان سرمربی | درصد برد | تعداد مربیگری |
| ----------------- | -------- | ------------------------- | -------- | ------------- |
| زدراکو رایکوف     | استقلال  | ۶ بازی                    | ۴۰ درصد  | ۱۵ بازی       |
| منصور پورحیدری    | استقلال  | ۶ بازی                    | ۳۳ درصد  | ۱۸ بازی       |
| علی پروین         | پرسپولیس | ۶ بازی                    | ۲۳ درصد  | ۲۶ بازی       |
| آلن راجرز         | پرسپولیس | ۴ بازی                    | ۵۷ درصد  | ۷ بازی        |
| پرویز مظلومی      | استقلال  | ۴ بازی                    | ۵۰ درصد  | ۸ بازی        |
| برانکو ایوانکوویچ | پرسپولیس | ۴ بازی                    | ۴۴ درصد  | ۹ بازی        |
| یحیی گل‌محمدی      | پرسپولیس | ۳ بازی                    | ۳۳ درصد  | ۱۲ بازی       |

### بیشترین باخت به‌عنوان سرمربی
| نام            | تیم      | تعداد باخت به عنوان سرمربی | درصد برد | تعداد مربیگری |
| -------------- | -------- | -------------------------- | -------- | ------------- |
| علی پروین      | پرسپولیس | ۶ بازی                     | ۲۳ درصد  | ۲۶ بازی       |
| زدراکو رایکوف  | استقلال  | ۵ بازی                     | ۳۳ درصد  | ۱۵ بازی       |
| منصور پورحیدری | استقلال  | ۴ بازی                     | ۲۲ درصد  | ۱۸ بازی       |

## نتایج دربی
| بردهای استقلال با این نتایج به دست آمده‌است (۲۶ برد)                                    | بردهای استقلال با این نتایج به دست آمده‌است (۲۶ برد) |
| -------------------------------------------------------------------------------------- | --------------------------------------------------- |
| ۱ بر ۰                                                                                 | ده بازی                                             |
| ۳ بر ۲                                                                                 | سه بازی                                             |
| ۲ بر ۰                                                                                 | سه بازی                                             |
| ۳ بر ۱                                                                                 | سه بازی                                             |
| ۳ بر ۰                                                                                 | دو بازی                                             |
| ۲ بر ۱                                                                                 | دو بازی                                             |
| همچنین در سه بازی تیم استقلال با رای فدراسیون فوتبال ۳ بر ۰ برنده اعلام شده‌است         |                                                     |
| بردهای پرسپولیس با این نتایج به دست آمده‌است (۲۹ برد)                                   |                                                     |
| ۱ بر ۰                                                                                 | ده بازی                                             |
| ۲ بر ۱                                                                                 | نه بازی                                             |
| ۲ بر ۰                                                                                 | سه بازی                                             |
| ۳ بر ۰                                                                                 | دو بازی                                             |
| ۴ بر ۲                                                                                 | یک بازی                                             |
| ۳ بر ۲                                                                                 | یک بازی                                             |
| ۶ بر ۰                                                                                 | یک بازی                                             |
| ۴ بر ۱                                                                                 | یک بازی                                             |
| همچنین در یک بازی تیم پرسپولیس با رای سازمان عالی داوری ورزش ۳ بر ۰ برنده اعلام شده‌است |                                                     |
| تساوی‌های دربی با این نتایج به دست آمده‌است (۵۰ مساوی)                                   |                                                     |
| ۰ بر ۰                                                                                 | بیست و سه بازی                                      |
| ۱ بر ۱                                                                                 | بیست و یک بازی                                      |
| ۲ بر ۲                                                                                 | شش بازی                                             |

منبع:

## کاپیتان‌ها

### بیشترین کاپیتانی
| نام            | کاپیتانی | بازی | تیم      |
| -------------- | -------- | ---- | -------- |
| سید جلال حسینی | ۱۱       | ۱۵   | پرسپولیس |
| علی جباری      | ۱۱       | ۱۷   | استقلال  |
| محمود فکری     | ۱۰       | ۱۸   | استقلال  |
| امید عالیشاه   | ۱۰       | ۱۷   | پرسپولیس |
| همایون بهزادی  | ۹        | ۱۰   | پرسپولیس |
| مهدی رحمتی     | ۹        | ۱۵   | استقلال  |
| کریم باقری     | ۸        | ۱۵   | پرسپولیس |
| جواد زرینچه    | ۷        | ۱۶   | استقلال  |
| افشین پیروانی  | ۷        | ۱۸   | پرسپولیس |
| علی پروین      | ۷        | ۲۰   | پرسپولیس |

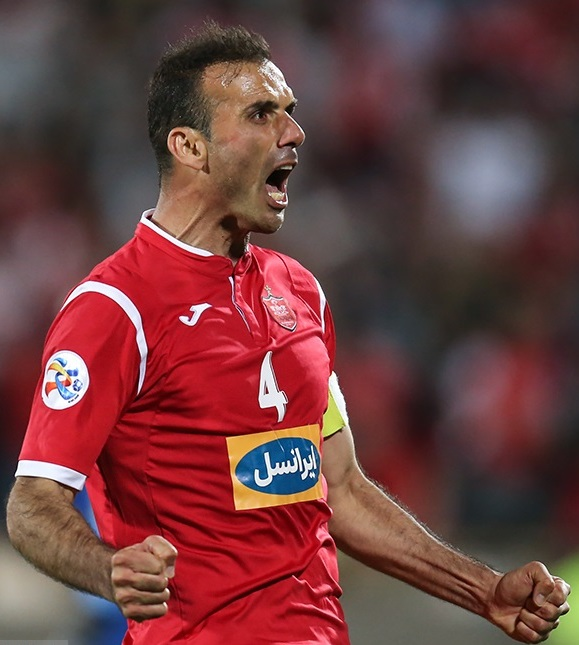
سید جلال حسینی رکورددار کاپیتانی در شهرآورد تهران

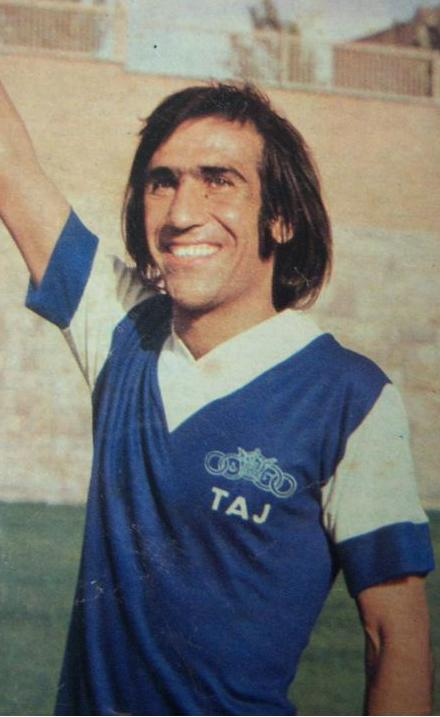
علی جباری رکورددار کاپیتانی در شهرآورد تهران

لازم است ذکر شود که در بازیهای شهرآورد ۳۵ بازیکن بازوبند کاپیتانی استقلال و ۳۴ بازیکن بازوبند کاپیتانی پرسپولیس را بر بازو بسته‌است.
منبع:

### کاپیتان‌های گلزن دربی
شش کاپیتان استقلال در دربی موفق به گلزنی شده‌است (جمعا ۱۳ گل توسط کاپیتان‌ها)
فرهاد مجیدی (۴ گل) - محمود فکری (۲ گل) - حسن روشن (۲ گل)
علی جباری (۲ گل) - شاهرخ بیانی (۲ گل) - جعفر مختاری‌فر (۱ گل)
شش کاپیتان پرسپولیس در دربی موفق به گلزنی شده‌است (جمعا ۱۱ گل توسط کاپیتان‌ها)
همایون بهزادی (۴ گل) – امید عالیشاه (۲ گل) – جلال حسینی (۱ گل) – محمد نوری (۱ گل) – کریم باقری (۱ گل) – فرشاد پیوس (۱ گل) – علی پروین (۱ گل)
- در اینجا گل‌هایی لحاظ شده‌است که زنندهٔ گل بازوبند تیم را بر بازو بسته باشد.

## گلزنی با ضربه سر و ضربه پا
| تیم      | گل با پا | گل با سر | مجموع |
| -------- | -------- | -------- | ----- |
| استقلال  | ۶۹ گل    | ۲۶ گل    | ۹۵    |
| پرسپولیس | ۷۶ گل    | ۲۸ گل    | ۱۰۴   |
| مجموع    | ۱۴۵ گل   | ۵۴ گل    | ۱۹۹   |

در تاریخ شهرآورد مهدی هاشمی‌نسب با زدن چهار گل با ضربه سر رکورددار گلزنی با ضربه سر در این بازی‌ها می‌باشد (۳ گل پرسپولیس و ۱ گل استقلال).

## پنالتی‌گیرترین دروازه‌بان‌ها
در اینجا فقط پنالتی‌های در جریان بازی که توسط دروازه‌بان مهار شده محاسبه شده‌است.
| نام             | تعداد مهار پنالتی | باشگاه   |
| --------------- | ----------------- | -------- |
| وحید طالب‌لو     | ۲                 | استقلال  |
| سید مهدی رحمتی  | ۱                 | استقلال  |
| سید حسین حسینی  | ۱                 | استقلال  |
| علیرضا بیرانوند | ۱                 | پرسپولیس |
| وحید قلیچ       | ۱                 | پرسپولیس |

## پنالتی‌های از دست رفته در جریان بازی
- مجید نامجو مطلق = بازیکن استقلال
- مهرزاد معدنچی = بازیکن پرسپولیس
- مهدی شیری = بازیکن پرسپولیس
- محمد نوری = بازیکن پرسپولیس
- مهدی طارمی = بازیکن پرسپولیس
- فرشید اسماعیلی = بازیکن استقلال
- علی کریمی = بازیکن استقلال
- سردار دورسون = بازیکن پرسپولیس

## دربی و ورزشگاه‌ها
این بازی‌ها در پنج ورزشگاه و چهار شهر برگزار شده‌است.
|      |                   |            | عملکرد تیم‌ها | عملکرد تیم‌ها | عملکرد تیم‌ها |
| رتبه | ورزشگاه           | تعداد بازی | برد استقلال  | برد پرسپولیس | مساوی        |
| ---- | ----------------- | ---------- | ------------ | ------------ | ------------ |
| ۱    | آزادی تهران       | ۸۵         | ۱۸           | ۲۵           | ۴۲           |
| ۲    | امجدیه تهران      | ۱۷         | ۸            | ۳            | ۶            |
| ۳    | یادگار امام تبریز | ۱          | ۰            | ۰            | ۱            |
| ۴    | آزادی بندرعباس    | ۱          | ۰            | ۰            | ۱            |
| ۵    | امام خمینی اراک   | ۱          | ۰            | ۱            | ۰            |
| جمع  | جمع               | ۱۰۵        | ۲۶           | ۲۹           | ۵۰           |

- دربی‌ای که به عنوان سوپرجام قرار بود برگزار شود و سه بر صفر به سود تیم پرسپولیس اعلام شد در بحث ورزشگاه‌ها محاسبه نشده‌است.

## دربی و تماشاگرها

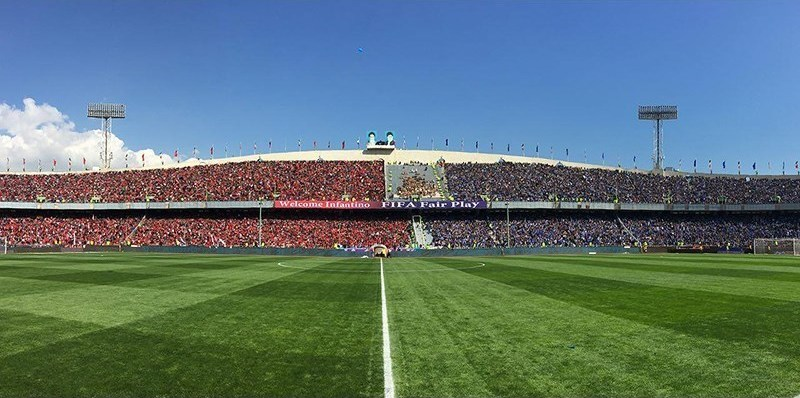
ورزشگاه آزادی در زمان برگزاری این بازی معمولاً پر از تماشاگر می‌شود

بازی که در تاریخ ۱۵ مهرماه سال ۱۳۶۲ با حضور تقریبی بیش از ۱۲۰ هزار تماشاگر بین دو تیم استقلال و پرسپولیس برگزار شد در تاریخ ماندگار شده‌است، این بازی عنوان پرتماشاگرترین شهرآورد بین این دو تیم را به نام خود ثبت نموده‌است. استقلال در این دربی توانست با تک گل پرویز مظلومی، پیروز این شهرآورد شود.
دربی که در شهر بندرعباس و پس از آن بازی جنجالی برگزار شد کم تماشاگرترین بازی این دو تیم است که بین این دو تیم برگزار شده‌است. ابتدا قرار بود این بازی بدون حضور تماشاگر برگزار شد ولی از تصاویر تلویزیونی مشخص بود که حدود ۳۰۰ تا ۵۰۰ نفر از نزدیک این بازی را تماشا کردند.
بازی شماره ۳۱ این دو تیم هم کم تماشاگرترین بازی است که در ورزشگاه آزادی برگزار شده‌است. با بارش باران در روز بازی تماشاگران گمان کرده بودند بازی لغو می‌شود و اطلاع‌رسانی دقیقی هم در مورد برگزاری بازی نیز انجام نشد و به همین خاطر تماشاگران از این بازی استقبال خوبی نکردند و به عنوان کم تماشاگرترین شهرآورد ورزشگاه آزادی در تاریخ ثبت شد.
بازی‌های شماره ۹۳، ۹۴، ۹۵، ۹۶ و ۹۷ به دلیل دنیاگیری کروناویروس در ایران، بدون حضور تماشاگر برگزار شد.
بازی شماره ۹۹ هم به دلیل آلودگی هوا بدون تماشاگر برگزار شد.

## رکوردهای خاص
بیشترین برد در دربی به عنوان بازیکن:
کارو حق‌وردیان، علی جباری، اکبر کارگرجم، غلامحسین مظلومی، علی علیپور،  پنج بازیکنی هستند که ۷ برد را در دربی به عنوان بازیکن تجربه کرده‌اند.
محمود فکری، عزت جانملکی، منصور پورحیدری، شاهرخ بیانی، علی پروین، احمدرضا عابدزاده، احمد نوراللهی، وحید امیری، امید عالیشاه نیز بازیکنانی هستند که ۶ برد را در دربی به عنوان بازیکن تجربه کرده‌اند.
بیشترین مساوی در دربی به عنوان بازیکن:
علیرضا واحدی‌نیکبخت ۱۳ مساوی در دربی را تجربه کرده‌است. (۸ مساوی با پیراهن استقلال و ۵ مساوی با پیراهن پرسپولیس)
امیرحسین صادقی نیز ۱۱ مساوی در دربی را تجربه کرده‌است.
بیشترین شکست در دربی به عنوان بازیکن:
علی پروین در دوران بازی هشت شکست را به عنوان بازیکن در شهرآورد تجربه کرده‌است که بیش از هر بازیکنی می‌باشد. ناصر حجازی، اصغر ادیبی هم شش شکست را به عنوان بازیکن تجربه کرده‌اند.
بازیکنانی که در دربی برد نداشته‌اند:
سید حسین حسینی با حضور در چهارده بازی از بازیهای شهرآورد هرگز برد در دربی را تجربه نکرد.
آرش رضاوند با حضور در سیزده بازی از بازیهای شهرآورد هرگز برد در دربی را تجربه نکرد.
مهدی قایدی و ارسلان مطهری با حضور در ده بازی از بازیهای شهرآورد هرگز برد در دربی را تجربه نکرده‌اند.
سهراب بختیاری‌زاده و محسن عاشوری با حضور در هشت بازی از بازیهای شهرآورد هرگز برد در دربی را تجربه نکردند.
احمد مومن‌زاده و حسن شیرمحمدی هم با حضور در هفت بازی هرگز نتوانستند جشن پیروزی در دربی را تجربه کنند.
دربی و روزهای سال:
در طول سالیان گذشته از عمر دربی در سه روز از سال سه بار بازی دربی برگزار شده‌است این روزها عبارتند از: ۱۰ فروردین، ۳۱ شهریور، ۱۸ آذر
در روزهایی که در زیر آمده نیز دو بار دربی برگزار شده‌است: ۲۵ خرداد، ۲۰ تیر، ۲۵ مهر، ۲۰ دی، ۲۷ دی، ۲۸ دی، ۱۳ بهمن، ۱۷ بهمن، ۱۹ اسفند
گلهای متوالی سریع در دربی:
دو گل اول زاید در دربی ۷۵ در مدت زمان ۸۱ ثانیه زده شده‌است (پرسپولیس)
دو گل اول دربی ۸۵ در مدت زمان ۱۳۵ ثانیه زده شده‌است (استقلال)
سه گل دربی ۷۵ در مدت زمان ۹ دقیقه و ۴۲ ثانیه زده شده‌است (پرسپولیس)
سه گل دربی ۷۴ در مدت زمان ۱۱ دقیقه و ۴۹ ثانیه زده شده‌است (استقلال)
رکورد طولانی ترین دوره شکست ناپذیری در دربی
باشگاه فوتبال پرسپولیس بعد از شکست در تاریخ ۱۰ اسفند ۱۳۹۶ در دربی تهران موفق شد از تاریخ ۲۹ تیر ۱۳۹۷ تا تاریخ ۹ اسفند ۱۴۰۳ به مدت ۱۸ بازی، در دربی تهران شکست نخورد.

## گل‌ها بر اساس دو نیمه
| تیم      | نیمه اول | نیمه دوم | وقتهای اضافه | جمع |
| -------- | -------- | -------- | ------------ | --- |
| استقلال  | ۳۸       | ۵۴       | ۳            | ۹۵  |
| پرسپولیس | ۳۸       | ۶۵       | ۱            | ۱۰۴ |
| جمع      | ۷۶       | ۱۱۹      | ۴            | ۱۹۹ |
| درصد     | ۳۹٪      | ۵۹٪      | ۲٪           |     |

- تعداد ۸۰ دربی حداقل یک گل را داشته‌است که استقلال در ۶۳ دربی و پرسپولیس در ۶۳ دربی موفق به گلزنی شده‌اند.
- تیم استقلال در ۶۵ بازی موفق به گلزنی شده‌است و در ۳۸ بازی در گلزنی موفق نبوده‌است (بدون احتساب سوپرجام).
- تیم پرسپولیس در ۶۵ بازی موفق به گلزنی شده‌است و در ۳۸ بازی در گلزنی موفق نبوده‌است (بدون احتساب سوپرجام).
- فقط در ۴۸ دربی هر دو تیم موفق به گلزنی شده‌اند.
- بیشترین گل زده در ۱۵ دقیقه پایانی بازی است که در این فاصله زمانی ۴۴ گل به ثمر رسیده‌است که سهم استقلال ۱۸ گل و سهم پرسپولیس ۲۶ گل است.
- پرگل‌ترین نیمه اول مربوط به دربی ۸۵ است که در آن چهار گل به ثمر رسید که سهم استقلال سه گل و سهم پرسپولیس یک گل بود.
- پرگل‌ترین نیمه دوم مربوط به دربی پنجاه و نهم است که در آن بازی ۵ گل زده شده‌است (۳ گل استقلال و ۲ گل پرسپولیس).
- استقلال در چهار دربی در یک‌نیمه سه گل زده‌است، دربی ۴۱ و دربی ۸۵ در نیمه اول — دربی ۶ و دربی ۵۹ در نیمه دوم.
- پرسپولیس یکبار در نیمه دوم دربی۱۴ چهار گل زده‌است و همچنین در نیمه دوم دربی‌های ۱۰ و ۷۵ سه گل زده‌است.

منبع:

## گل اول دربی
| گل اول دربی                                                                        | گل اول دربی        | گل اول دربی                    |
| ---------------------------------------------------------------------------------- | ------------------ | ------------------------------ |
| در ۳۹ دربی گل اول بازی را استقلال زده‌است                                           |                    |                                |
| ۲۵ بار در نیمه اول                                                                 | ۱۵ بار نیمه دوم    | یکبار در نیمه اول وقتهای اضافی |
| استقلال در این ۳۹ بازی: ۲۱ بازی را برده‌است ۱۴ بازی مساوی شده‌است ۵ بازی را باخته‌است |                    |                                |
| در ۴۱ دربی گل اول بازی را پرسپولیس زده‌است                                          |                    |                                |
| ۲۷ بار در نیمه اول                                                                 | ۱۵ بار در نیمه دوم | ---                            |
| پرسپولیس در ۴۱ بازی: ۲۴ بازی را برده‌است ۱۲ بازی مساوی شده‌است ۵ بازی را باخته‌است    |                    |                                |
| * در ۴۵ بازی تیمی که گل اول بازی را زده موفق به ثبت برد به نام خود شده‌است          |                    |                                |
| * در ۱۰ بازی تیمی که گل اول را زده بازنده بازی شده‌است                              |                    |                                |

| تعداد گلها در نیمه اول و دوم                                              | تعداد گلها در نیمه اول و دوم | تعداد گلها در نیمه اول و دوم |
| ------------------------------------------------------------------------- | ---------------------------- | ---------------------------- |
| نیمه اول ۵۲ بازی همراه با گل بوده و نیمه اول ۴۷ دربی بدون گل بوده‌است      |                              |                              |
| استقلال ۳۱ بازی                                                           | پرسپولیس ۳۳ بازی             | هر دو تیم ۱۲ بازی            |
| نیمه دوم ۶۲ بازی همراه با گل بوده و نیمه دوم ۳۸ دربی بدون گل بوده‌است      |                              |                              |
| استقلال ۴۳ بازی                                                           | پرسپولیس ۴۶ بازی             | هر دو تیم ۲۷بازی             |
| استقلال در ۱۱ دربی موفق به گلزنی در هر دو نیمه بازی شده‌است                |                              |                              |
| پرسپولیس در ۱۵ دربی موفق به گلزنی در هر دو نیمه بازی شده‌است               |                              |                              |
| دربی شماره ۷۳ و ۹۲ و ۹۹ هر دو تیم در هر دو نیمه بازی موفق به گلزنی شده‌اند |                              |                              |

- استقلال ۲۰ بار فاتح نیمه اول دربی‌ها بوده و پرسپولیس ۲۱ بار در نیمه اول برنده به رختکن رفته‌است و نیمه اول ۵۷ مسابقه نیز مساوی شده‌است.
- از ۵۳ بازی که نیمه اولشان با تساوی همراه بوده در ۱۰ دربی تساوی یک بر یک حاصل شده‌است.

منبع:

## بازی در دربی با پیراهن هر دو تیم
این بازیکنان بازی در دربی را با پیراهن هر دو تیم تجربه کرده‌اند
سعید مهری _ رامین رضاییان _ آرمان رمضانی _ مسعود ریگی – محمد نادری – گادوین منشا – پژمان نوری — مهرداد اولادی — محمد قاضی — مهرداد پولادی — فرزاد آشوبی — علی انصاریان — علی علیزاده — علیرضا واحدی‌نیکبخت
فراز فاطمی — الونگ‌الونگ — هوار ملا محمد — مهدی سیدصالحی — میثم بائو — میثم حسینی — محمد محمدی — داوود سیدعباسی — محمدرضا مهدوی
مهدی هاشمی‌نسب — بهزاد داداش‌زاده — مجید نامجومطلق — شاهرخ بیانی — احمدرضا عابدزاده — امیر موسوی‌نیا — محمود کلهر — سعید عزیزیان
غلامرضا فتح‌آبادی — جواد الله‌وردی — پرویز قلیچ‌خانی — اکبر افتخاری — منصور رشیدی — داریوش مصطفوی

## کسب برد در دربی به عنوان بازیکن و مربی
نه نفر موفق شده‌اند که در دربی، برد را هم به عنوان بازیکن و هم به عنوان مربی تجربه کنند.
در تیم استقلال پنج نفر: منصور پورحیدری – نصراله عبداللهی – امیر قلعه‌نویی – پرویز مظلومی – علیرضا منصوریان
در تیم پرسپولیس چهار نفر: بیوک وطنخواه – علی پروین – حمید درخشان – یحیی گل‌محمدی

## گلزنی در اولین دربی
جمعاً ۲۸ بازیکن در اولین دربی خود موفق به گلزنی شده‌اند (۱۲ بازیکن برای استقلال و ۱۶ بازیکن برای پرسپولیس)
این ۱۲ بازیکن برای استقلال موفق به گلزنی در اولین دربی شده‌اند :
امیرارسلان مطهری – جابر انصاری – سجاد شهباززاده – امیدرضا روانخواه – فرد ملکیان – ادموند اختر – عباس سرخاب – غلامرضا فتح‌آبادی – محرم عاشری – جواد قراب – غلامحسین مظلومی – امیرحسین جابری‌زاده_  

این ۱۶ بازیکن برای پرسپولیس موفق به گلزنی در اولین دربی شده‌اند :
گیورگی گولسیانی –عیسی آل‌کثیر – مهدی عبدی – سروش رفیعی – جری بنگستون – علی علیپور – ایمون زاید – عادل کلاه‌کج – محسن خلیلی – شیث رضایی – عیسی ترائوره – بهنام طاهرزاده – ادموند بزیک – نادر میراحمدیان – رضا عابدیان – علی پروین – حسین همیشه‌جوان
- جابر انصاری و امیدرضا روانخواه از استقلال، ادموند بزیک و محسن خلیلی از پرسپولیس در هر دو بازی اول خود موفق به گلزنی شده‌اند.
- همچنین ایمون زاید تنها بازیکنی است که در اولین دربی خود هت‌تریک می‌کند و امیرارسلان مطهری و گیورگی گولسیانی دو بازیکنی هستند که در اولین دربی خود موفق به ثبت دبل شده‌اند.

## برد در بازی‌های رفت و برگشت لیگ سراسری
پرسپولیس چهار بار:
دربی ۸۰ و ۸۱ (چهاردهمین دوره لیگ برتر)
دربی ۴۳ و ۴۴ (ششمین دوره لیگ آزادگان)
دربی ۹ و ۱۰ (دومین دوره لیگ منطقه‌ای)
دربی ۱۰۴ و ۱۰۵ (بیست و چهارمین دوره لیگ برتر)

استقلال دو بار:
دربی ۷۰ و ۷۱ (دهمین دوره لیگ برتر)
دربی ۳۶ و ۳۷ (اولین دوره لیگ آزادگان)

## برادران سرخابی
در طول برگزاری دربی برادرانی هستند که این دربی را با هم در یک تیم یا در روبروی هم تجربه کرده‌اند مهدی و مرتضی فنونی زاده معروف ترین برادرانی هستند که دربی را رو در رو تجربه کردند مرتضی فنونی زاده برای پرسپولیس و مهدی فنونی زاده برای استقلال بازی کردند.
| #  | برادران سرخابی                   | تعداد بازی مشترک یا رو در رو |
| -- | -------------------------------- | --- |
| ۱  | مسعود معینی و فریدون معینی       | در چهار دربی روبروی هم بازی کرده‌اند |
| ۲  | مهدی فنونی‌زاده و مرتضی فنونی‌زاده | در چهار دربی روبروی هم بازی کرده‌اند |
| ۳  | شاهین بیانی و شاهرخ بیانی        | در ۱۰ دربی همزمان برای استقلال بازی کرده‌اند در دربی شماره ۲۸ روبروی هم بازی کرده‌اند شاهرخ بیانی سابقه بازی برای هر دو تیم را دارد         |
| ۴  | غلامحسین مظلومی و پرویز مظلومی   | در دربی ۱۲ همزمان برای تاج بازی کرده‌اند                                                                                                   |
| ۵  | رضا وطنخواه و بیوک وطنخواه       | در دو دربی همزمان برای پرسپولیس بازی کرده‌اند                                                                                              |
| ۶  | مهدی شیری و مجتبی شیری           | در دربی شماره ۶۸ همزمان برای پرسپولیس بازی کرده‌اند مهدی شیری سابقه بازی برای استقلال را دارد ولی هرگز در دربی برای آبی‌پوشان به میدان نرفت |
| ۷  | عباس مژدهی و مسعود مژدهی         | |
| ۸  | فرهاد مجیدی و فرزاد مجیدی        | |
| ۹  | مهدی مهدوی‌کیا و هادی مهدوی‌کیا    | |
| ۱۰ | علی کریمی و فرشید کریمی          | |
| ۱۱ | مهرداد محمدی و میلاد محمدی       | |

| بازی‌هایی که باعث قهرمانی یک از دو تیم شده‌است        | بازی‌هایی که باعث قهرمانی یک از دو تیم شده‌است | بازی‌هایی که باعث قهرمانی یک از دو تیم شده‌است | بازی‌هایی که باعث قهرمانی یک از دو تیم شده‌است                                             |
| #                                                   | شهرآورد                                      | نتیجه بازی                                   | توضیحات                                                                                  |
| --------------------------------------------------- | -------------------------------------------- | -------------------------------------------- | ---------------------------------------------------------------------------------------- |
| ۱                                                   | بازی شماره ۳۳                                | استقلال ۲–۱ پرسپولیس                         | قهرمانی استقلال در لیگ باشگاه‌های ایران جام قدس                                           |
| ۲                                                   | بازی شماره ۴۷                                | استقلال ۱–۲ پرسپولیس                         | قهرمانی پرسپولیس در جام حذفی ایران                                                       |
| ۳                                                   | بازی شماره ۱۰۱                               | استقلال ۱–۲ پرسپولیس                         | قهرمانی پرسپولیس در جام حذفی ایران                                                       |
| بازی‌هایی که باعث حذف یک از دو تیم از مسابقات شده‌است |                                              |                                              |                                                                                          |
| ۱                                                   | بازی شماره ۴                                 | استقلال ۳–۱ پرسپولیس                         | پرسپولیس از ادامه مسابقات لیگ باشگاه‌های تهران بازماند                                    |
| ۲                                                   | بازی شماره ۲۸                                | استقلال ۰–۳ پرسپولیس                         | استقلال از راهیابی به فینال لیگ باشگاه‌های تهران بازماند                                  |
| ۳                                                   | بازی شماره ۳۱                                | استقلال (۲)۰-۰(۴) پرسپولیس                   | استقلال از ادامه بازیهای جام حذفی ایران بازماند                                          |
| ۴                                                   | بازی شماره ۳۹                                | استقلال ۳–۰ پرسپولیس                         | پس از بازی رفت و برگشت پرسپولیس از ادامه لیگ آزادگان بازماند و استقلال به فینال صعود کرد |
| ۴                                                   | بازی شماره ۴۰                                | استقلال ۰–۰ پرسپولیس                         | پس از بازی رفت و برگشت پرسپولیس از ادامه لیگ آزادگان بازماند و استقلال به فینال صعود کرد |
| ۵                                                   | بازی شماره ۷۴                                | استقلال ۳–۰ پرسپولیس                         | پرسپولیس از ادامه بازیهای جام حذفی ایران بازماند                                         |
| ۶                                                   | بازی شماره ۹۳                                | استقلال (۴)۲–۲(۱) پرسپولیس                   | پرسپولیس از ادامه بازیهای جام حذفی ایران بازماند                                         |
| ۷                                                   | بازی شماره ۹۶                                | استقلال (۴)۰–۰(۳) پرسپولیس                   | پرسپولیس از ادامه بازیهای جام حذفی ایران بازماند                                         |

## بهترین بردهای نیمه اولی
| # | دربی                                                                                     | توضیحات                                                                                  |
| - | ---------------------------------------------------------------------------------------- | ---------------------------------------------------------------------------------------- |
| ۱ | بازی شماره ۴۱                                                                            | استقلال در این دربی در نیمه اول ۳ بر ۰ پیش افتاد                                         |
| ۲ | بازی شماره ۸۵                                                                            | استقلال در این دربی در نیمه اول ۳ بر ۱ پیش افتاد                                         |
| ۳ | بازی شماره ۳۶                                                                            | استقلال در این دربی در نیمه اول ۲ بر ۰ پیش افتاد                                         |
| ۴ | بهترین برد نیمه اولی پرسپولیس کسب نتیجه ۲ بر ۰ بوده‌است که این اتفاق چهار بار رخ داده‌است. | بهترین برد نیمه اولی پرسپولیس کسب نتیجه ۲ بر ۰ بوده‌است که این اتفاق چهار بار رخ داده‌است. |

## گزارشگران

### اولین گزارشگر ثبت‌شده شهرآورد تهران
- مجید وارث

### رکوردداران گزارش پیاپی
- کیومرث صالح‌نیا (گزارش ۳ شهرآورد پیاپی؛ شهرآورد ۳۲، ۳۳، ۳۴)
- بهبهانی (گزارش ۳ شهرآورد پیاپی؛ شهرآورد ۳۷، ۳۸، ۳۹)
- عادل فردوسی‌پور (گزارش ۳ شهرآورد پیاپی؛ شهرآورد ۴۶، ۴۷، ۴۸)
- محمدرضا احمدی (گزارش ۳ شهرآورد پیاپی؛ شهرآورد ۸۷، ۸۹، ۹۰)*

شهرآورد ۸۸ برگزار نشد.